# Ettore Banchero
Pour les articles homonymes, voir Banchero.

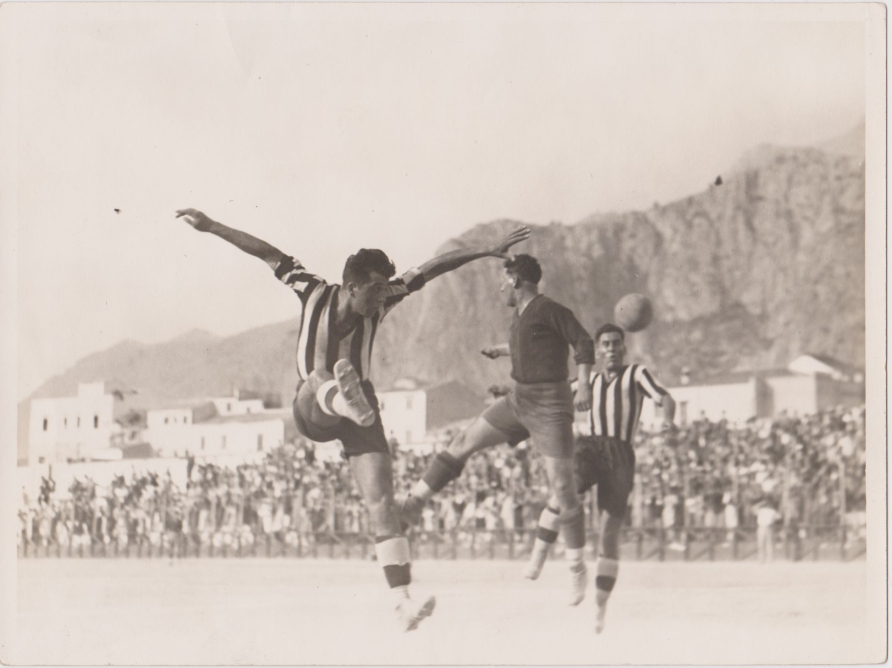

Ettore Banchero, dit Banchero II, né le 7 octobre 1907 à Alexandrie au Piémont et mort le 28 juillet 1991, est un footballeur italien de l'entre-deux-guerres.

## Biographie
Ettore Banchero est surnommé Banchero II, pour le distinguer de Banchero I, qui est son frère, Elvio Banchero.
Son premier club fut Alessandria Calcio, de 1927 à 1931, où il ne remporta aucun titre. Puis il signa deux saisons à l'US Palerme en Serie B. Il remporta la première année la Serie B, son seul titre remporté.

## Clubs
- 1927-1931 : Alessandria Calcio
- 1931-1933 : US Palerme

## Palmarès
- Championnat d'Italie de football D2
  - Champion en 1932